# Хорхе Кларос
Хорхе Кларос (ісп. Jorge Claros, нар. 8 січня 1986, Ла-Сейба) — гондураський футболіст, півзахисник клубу «Мотагуа» та національної збірної Гондурасу.

## Клубна кар'єра
У дорослому футболі дебютував 2003 року виступами за команду клубу «Віда», в якій провів два сезони. 
Своєю грою за цю команду привернув увагу представників тренерського штабу клубу «Мотагуа», до складу якого приєднався 2005 року. Відіграв за клуб з Тегусігальпи наступні сім сезонів своєї ігрової кар'єри.
2012 року був відданий в оренду до шотландського «Гіберніана», у складі якого провів наступні півтора року своєї кар'єри гравця. Більшість часу, проведеного у складі «Гіберніана», був основним гравцем команди.
До складу «Мотагуа» повернувся 2013 року.

## Виступи за збірні
Протягом 2005—2006 років  залучався до складу молодіжної збірної Гондурасу. На молодіжному рівні зіграв у 5 офіційних матчах.
2006 року дебютував в офіційних матчах у складі національної збірної Гондурасу. Наразі провів у формі головної команди країни 47 матчів, забивши 3 голи.
У складі збірної був учасником розіграшу Золотого кубка КОНКАКАФ 2007 року та розіграшу Золотого кубка КОНКАКАФ 2013 року.
Включений до складу збірної для участі у фінальній частині чемпіонату світу 2014 року у Бразилії.

## Титули і досягнення
- Переможець Центральноамериканського кубка: 2011, 2017